# Persicaria sagittata
Persicaria sagittata là một loài thực vật có hoa trong họ Rau răm. Loài này được (L.) H.Gross miêu tả khoa học đầu tiên năm 1919.